# T-Pain
Faheem Rasheed Najm (Tallahassee, 30 september 1985), bekend onder de artiestennaam T-Pain, is een Amerikaanse, met een Grammy onderscheiden, hiphop- en r&b-zanger en producer.

## Biografie
Najm werd geboren als zoon van islamitische ouders en groeide op in het gezelschap van twee broers en twee zussen. Toen hij tien was, bouwde hij zijn kamer om tot een kleine studio met een keyboard, synthesizer en een four track recorder en begon hij met het maken van muziek. Enkele jaren later haalde hij zijn highschool-diploma op de James S. Rickards High School. T-Pain woont in Atlanta met zijn vrouw Amber en drie kinderen: Lyriq, Muziq en Kaydnz Kodah.

## Discografie

### Albums
| Album met eventuele hitnotering(en) in de Nederlandse Album Top 100 | Datum van verschijnen | Datum van binnenkomst | Hoogste positie | Aantal weken | Opmerkingen |
| ------------------------------------------------------------------- | --------------------- | --------------------- | --------------- | ------------ | ----------- |
| Rappa ternt sanga                                                   | 06-12-2005            | -                     |                 |              |             |
| Epiphany                                                            | 05-06-2007            | -                     |                 |              |             |
| Thr33 ringz                                                         | 07-11-2008            | -                     |                 |              |             |
| Revolver                                                            | 2011                  | -                     |                 |              |             |
| Oblivion                                                            | 2017                  | -                     |                 |              |             |

### Singles
| Single met eventuele hitnotering(en) in de Nederlandse Top 40 | Datum van verschijnen | Datum van binnenkomst | Hoogste positie | Aantal weken | Opmerkingen                                 |
| ------------------------------------------------------------- | --------------------- | --------------------- | --------------- | ------------ | ------------------------------------------- |
| Got money                                                     | 2008                  | 23-08-2008            | tip14           | -            | met Lil Wayne / Nr. 84 in de Single Top 100 |
| Low                                                           | 2008                  | -                     |                 |              | met Flo Rida / Nr. 55 in de Single Top 100  |
| Hey baby (Drop it to the floor)                               | 10-12-2010            | 12-03-2011            | tip16           | -            | met Pitbull                                 |
| Electroman                                                    | 2011                  | 19-03-2011            | tip12           | -            | met Benny Benassi                           |

| Single met hitnotering(en) in de Vlaamse Ultratop 50 | Datum van verschijnen | Datum van binnenkomst | Hoogste positie | Aantal weken | Opmerkingen                       |
| ---------------------------------------------------- | --------------------- | --------------------- | --------------- | ------------ | --------------------------------- |
| Good life                                            | 2008                  | 12-01-2008            | tip18           | -            | met Kanye West                    |
| Low                                                  | 2008                  | 22-03-2008            | 7               | 24           | met Flo Rida                      |
| Hey baby (Drop it to the floor)                      | 2010                  | 18-12-2010            | 24              | 11           | met Pitbull                       |
| Boom                                                 | 13-06-2011            | 16-07-2011            | tip15           | -            | met Snoop Dogg                    |
| 5 O'clock                                            | 17-10-2011            | 29-10-2011            | tip5            | -            | met Wiz Khalifa & Lily Allen      |
| Shake senora                                         | 2011                  | 19-11-2011            | tip48           | -            | met Pitbull, Sean Paul & Ludacris |
| Up Down (Do This All Day)                            | 2014                  | 08-03-2014            | tip91*          |              | met B.o.B                         |

## Onderscheidingen en nominaties
- MTV Video Music Awards
  - 2007: Monster Single of the Year voor "Buy U a Drank (Shawty Snappin)" (genomineerd).
- Vibe Music Awards
  - 2007: Best R&B Artist (genomineerd).
  - 2007: Best Collaboration voor "Buy U a Drank (Shawty Snappin)" (genomineerd).
- Grammy Awards
  - 2008: "Best R&B Performance By A Duo Or Group With Vocals" voor "Bartender" met Akon (genomineerd).
  - 2008: "Best Rap/Sung Collaboration" voor "Kiss Kiss" met Chris Brown (genomineerd).
  - 2008: "Best Rap/Sung Collaboration" voor "Good Life" met Kanye West (genomineerd).
  - 2008: "Best Rap Song" voor "Good Life" met Kanye West (gewonnen).
  - 2009: "Best Sexual dancer"

- Gemeinsame Normdatei: 135448263
- International Standard Name Identifier: 0000 0000 5555 1230
- Library of Congress Control Number: no2006050291
- MusicBrainz: ce55e49a-32f4-4757-9849-bf04d06d5fcc
- Virtual International Authority File: 7143591
- WorldCat: E39PBJrrCm4RwwcVGTvMRhHHmd